# Mămăligă

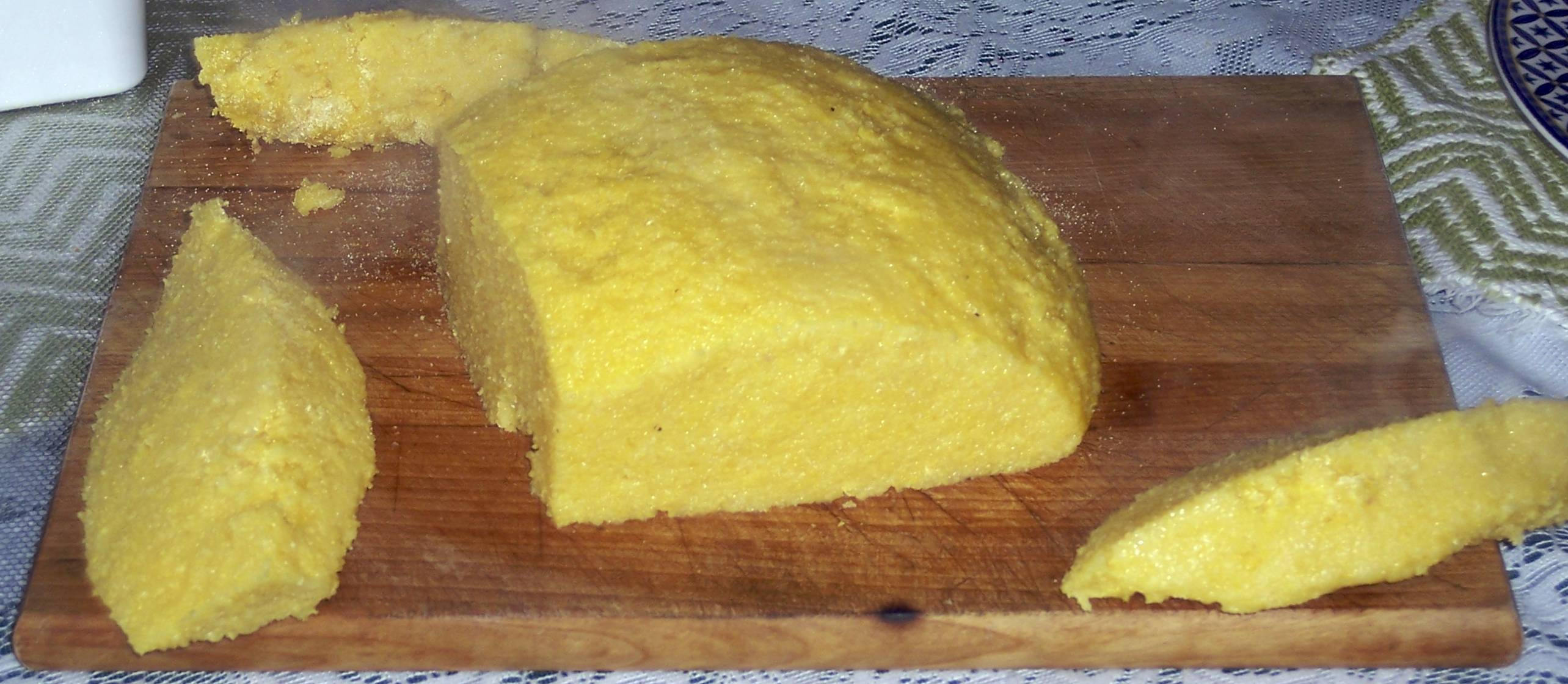
Mămăligă

Mămăligă (Ausspracheⓘ; ukrainisch Мамалига, auch Кулеша; russisch Мамалыга, auch кукурузная каша; polnisch mamałygaⓘ, ungarisch puliszka, „Maisbrei“; serbisch качамак kačamak) ist ein aus Maismehl hergestellter Brei, ähnlich der italienischen Polenta, der in Rumänien, der Republik Moldau und anderen Teilen des Balkans sowie in der Kaukasusregion zur regionalen Kochtradition gehört. Besonders in Rumänien ist es ein Nationalgericht.
Ein sehr ähnliches Gericht ist in Österreich regional als Türkensterz bekannt.

## Beschreibung

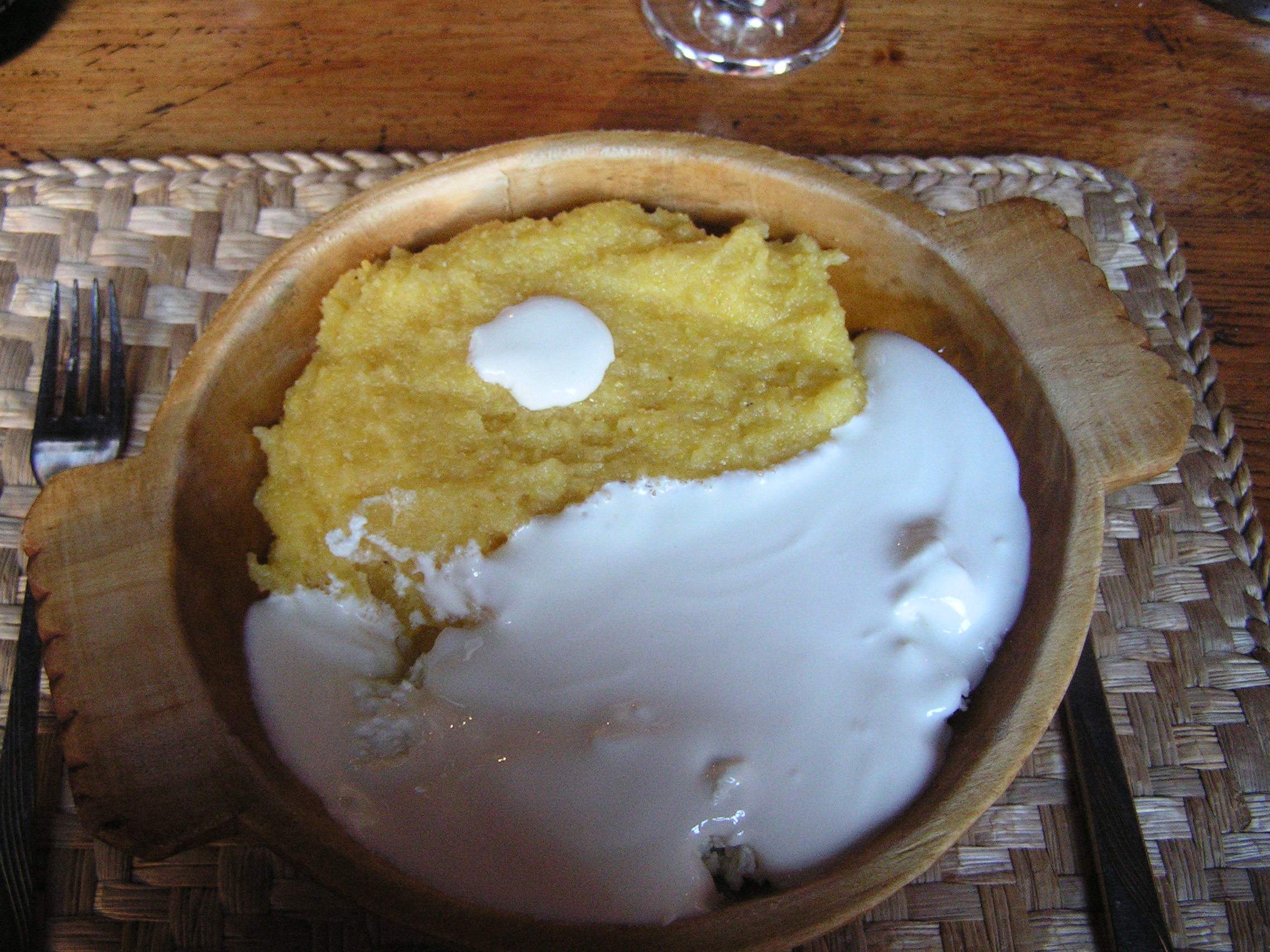
Mămăligă cu brânză și smântână (dt. "Mămăligă mit Käse und Sauerrahm")

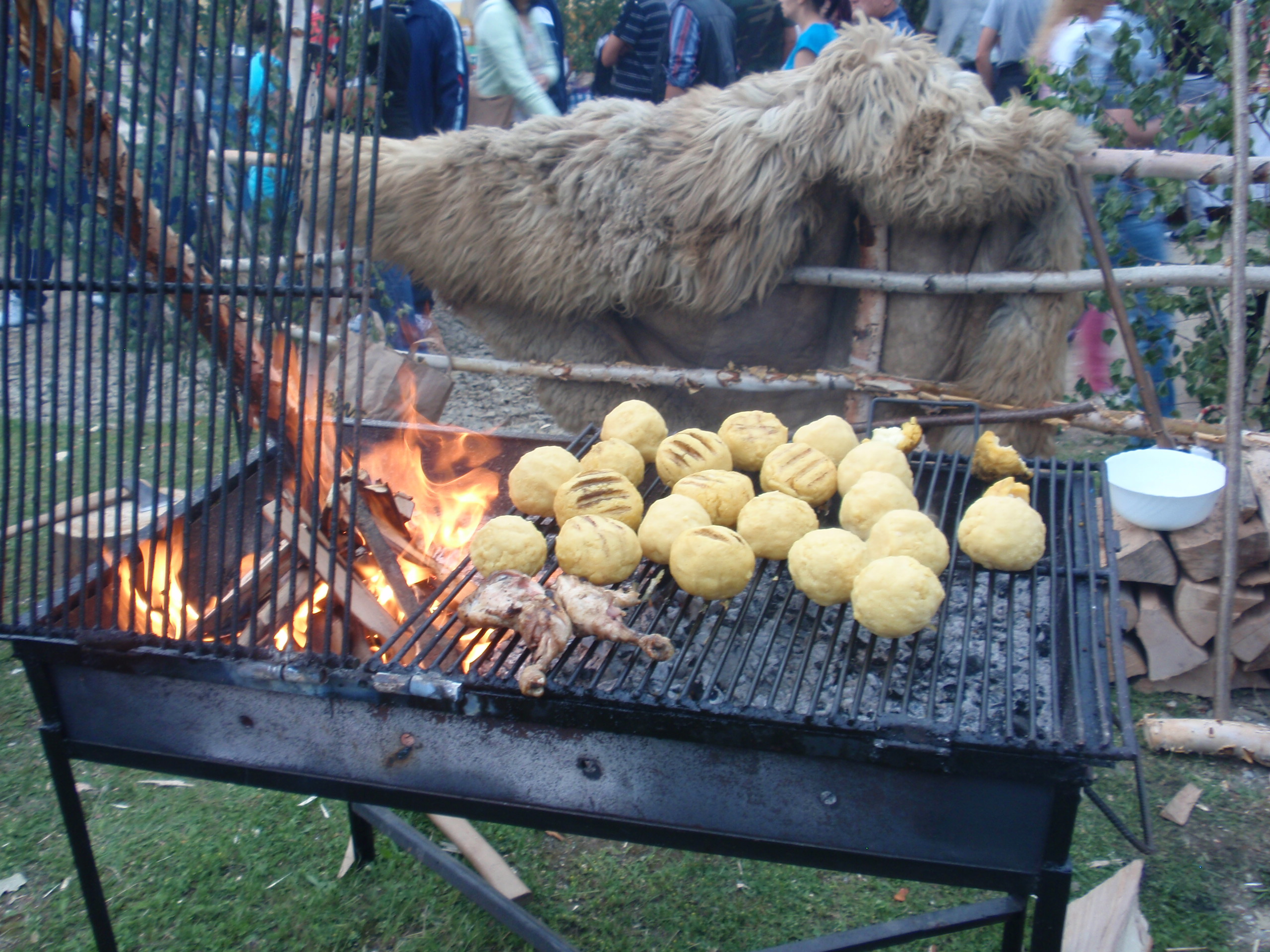
Cocoloși (Klöße aus Maismehl)

Das Zubereiten von Maisbrei ist eine alte und weit verbreitete Tradition. Bevor Maisbrei eine geschätzte vielseitige Beilage oder Hauptspeise wurde, war es eine Hauptnahrungsquelle unter der ärmeren Bevölkerung. Oft wurde mangelndes Brot durch eine fest gekochte Mămăligă ersetzt.
Die Zubereitung von Mămăligă ist einfach: Maismehl (rumänisch mălai) wird in einem großen Topf mit gesalzenem Wasser gekocht. Um das Anbrennen oder Verklumpen des Breis zu verhindern, muss dabei sehr viel gerührt werden. In Rumänien verwendet man zum Kochen von Mămăliga meist einen gusseisernen Kochkessel, den sogenannten ceaun. Auch zum Umrühren gibt es ein besonderes Werkzeug: Nach Weihnachten, bevor der alte Christbaum entsorgt wird, wird ihm die Spitze mit den letzten Ästen abgeschnitten. Diese wird entrindet, getrocknet und als Rührwerkzeug verwendet. Die fertig gekochte Mămăligă wird traditionell mit einem Faden geschnitten.
Mămăligă wird gerne als Beilage zu Fleisch- oder Gemüsegerichten gegessen, etwa zu Gulasch (tocană) oder Eintopf (ghiveci).
Die Rumäniendeutschen spotteten über die Esskultur der rumänischen Bewohner des Landes mit dem Spruch „Mămăligă din mălai, frisst die ganze Walachei“. Dennoch gehört Mămăligă auch zur traditionellen Küche der verschiedenen rumäniendeutschen Bevölkerungsgruppen. Die Siebenbürger Sachsen bezeichnen diese als Palukes, die Landler als Paluks, beide Formen leiten sich von der ungarischen Bezeichnung Puliszka ab. Im rumäniendeutschen Standarddeutsch wird auch die Bezeichnung Kukuruzbrei verwendet.

## Zubereitungsarten

### Mămăligă cu brânză și smântână
Beliebt ist eine feste mit Schafskäse überbackene „mămăligă cu brânză“. Diese Variante heißt auf Siebenbürgisch-Sächsisch Käspalukes. Meist wird dazu auch noch Schmand (smântână) serviert und das Ganze als „MBS“ (mămăligă cu brânză și smântână), gesprochen „me-be-se“, abgekürzt. Diese Variante dient auch als Beilage zu deftigen Speisen der rumänischen Hausmannskost.

### Mămăligă cu lapte
Zum Frühstück und teilweise auch als Abendessen wird Mămăligă einfach nur mit Milch (rumänisch lapte) übergossen gegessen. Dies ist eine typische Speise für Kinder, die jedoch auch so manche Erwachsene immer wieder gerne essen. Auch unter den Siebenbürger Sachsen war der Palukes mit Milch ein oft verzehrtes Gericht. In Restaurants wird diese Variante praktisch nie angeboten.

### Bulz
Eine Besonderheit der traditionellen Küche sind bulz oder auch cocoloși genannt. Dabei wird gekochte Mămăligă in Kugeln geformt, die mit Käse gefüllt werden. Anschließend werden diese Kugeln auf dem offenen Feuer gegrillt. Dieses Gericht stammt aus der Kultur der Schafhirten (rumänisch ciobani, păstori, păcurari), die mit ihren Herden oft weit entfernt vom nächsten Dorf lagerten und sich ihre Mahlzeiten am Feld selbst zubereiten mussten. Ein Hirte kann diese gegrillten Cocoloși auch einfach in seine Taschen stecken und später essen, wenn er beim Schafehüten Hunger bekommt.
Diese Variante wird heute meist nur mehr bei besonderen Anlässen zubereitet, etwa Dorffesten und Folklorefestivals.

## Geschichte
Das Wort Mămăligă bezeichnete im Rumänischen ursprünglich einen Brei aus Hirse. Erst als im 17. Jahrhundert der aus Amerika stammende Mais zunehmend in Rumänien angebaut wurde, änderte sich die Bedeutung auf Maisbrei.
Der Legende nach wurde Mămăligă deshalb zum Nationalgericht der Rumänen, da in der Zeit der osmanischen Herrschaft regelmäßig ein Teil der Weizenernte abgeliefert werden musste, während der Anbau von Mais nicht besteuert wurde.

## Trivia
Im ukrainischen Rajon Dnister befindet sich der Ort Mamalyha (ukrainisch Мамалига, rumänisch Mămăligă).